# Gimnàstic de Tarragona
Club Gimnàstic de Tarragona cunoscut pur și simplu ca Nàstic este o echipă de fotbal din Spania, Tarragona, în comunitatea autonomă din Catalonia. Echipa joacă în prezent în Segunda Division spaniolă.

## Jucători notabili
| - Marc Bernaus - Justo Ruiz - Samuel Galindo - Gil - Mohammed Djetei - Achille Emaná - Fabrice Ondoa - Giorgi Aburjania - Otar Kakabadze | - Mohammed Rabiu - Abdulrazak Ekpoki - Ikechukwu Uche - Julio Cáceres - Ariza Makukula - Papakouli Diop - Jordi Alba - Ángel - Abel Buades | - Alejandro Campano - Santi Castillejo - Lluis Codina - Ángel Cuéllar - Curro Torres - David Medina - José Antonio Gordillo - Jordi Grabulosa - José Mari | - Juanmi - Pedro Mairata - Manolo Herrero - Manolo Martínez - Marcos de la Espada - Xavi Molina - Jordi Masnou - Mingo - Fernando Morán | - Mossa - José Antonio Naranjo - Joan Pallarès - Antonio Pinilla - Félix Prieto - Quique Estévez - Manolo Reina - Pedro Robles - Rubén Pérez | - Txus Serrano - Antonio Torres - Diego Torres - Xisco Campos - Juan Vizcaíno - Tobias Grahn - Adrián Luna - Miku |

### Recorduri
- Cele mai multe apariți - 528, Santi Coch
- Golgheter - 181, Valero Serer